# Кадрали
Кадрали́ (тат. Кыдырлы, Кыдралы) — опустевшее село в Агрызском районе Республики Татарстан России. Входит в состав Кудашевского сельского поселения.

## География
Село Кадрали находится в северо-восточной части Татарстана, на расстоянии в 28 км к юго-западу от города Агрыза и в 4 км к юго-западу от центра поселения, на реке Сарсак.

### Часовой пояс
Село Кадрали, как и весь Татарстан, находится в часовой зоне МСК (московское время). Смещение применяемого времени относительно UTC составляет +3:00.

## История
По сведениям переписи 1897 года, в деревне Кадрали Елабужского уезда Вятской губернии жили 565 человек (269 мужчин и 296 женщин), из них 564 мусульманина.

## Население
| 1859 | 1887 | 1897 | 1905 | 1920 | 1926 | 1938 |
| ---- | ---- | ---- | ---- | ---- | ---- | ---- |
| 298  | ↗452 | ↗565 | ↗590 | ↗662 | ↗667 | ↘522 |
| 1958 | 1970 | 1979 | 1989 | 2002 | 2010 | 2021 |
| ↘170 | ↘121 | ↘92  | ↘14  | ↘7   | ↘6   | ↘0   |

Национальный состав
Согласно результатам переписи 2002 года, в национальной структуре населения татары составили 86 %.
По данным переписей населения, в селе проживают татары.

## Инфраструктура
Объекты инфраструктуры в селе отсутствуют.

### Улицы
В селе одна улица — Свободы.